# Утка (Зміїногорський район)
У́тка (рос. Утка) — селище у складі Зміїногорського району Алтайського краю, Росія. Входить до складу Кузьминської сільської ради.

## Населення
Населення — 132 особи (2010; 167 у 2002).
Національний склад (станом на 2002 рік):
- росіяни — 99 %